# Starina (Stará Ľubovňa)
Starina (ungarisch Poprádófalu – bis 1907 Sztarina) ist eine Gemeinde im Nordosten der Slowakei mit 51 Einwohnern (Stand 31. Dezember 2024), die zum Okres Stará Ľubovňa, einem Teil des Prešovský kraj, gehört.

## Geographie

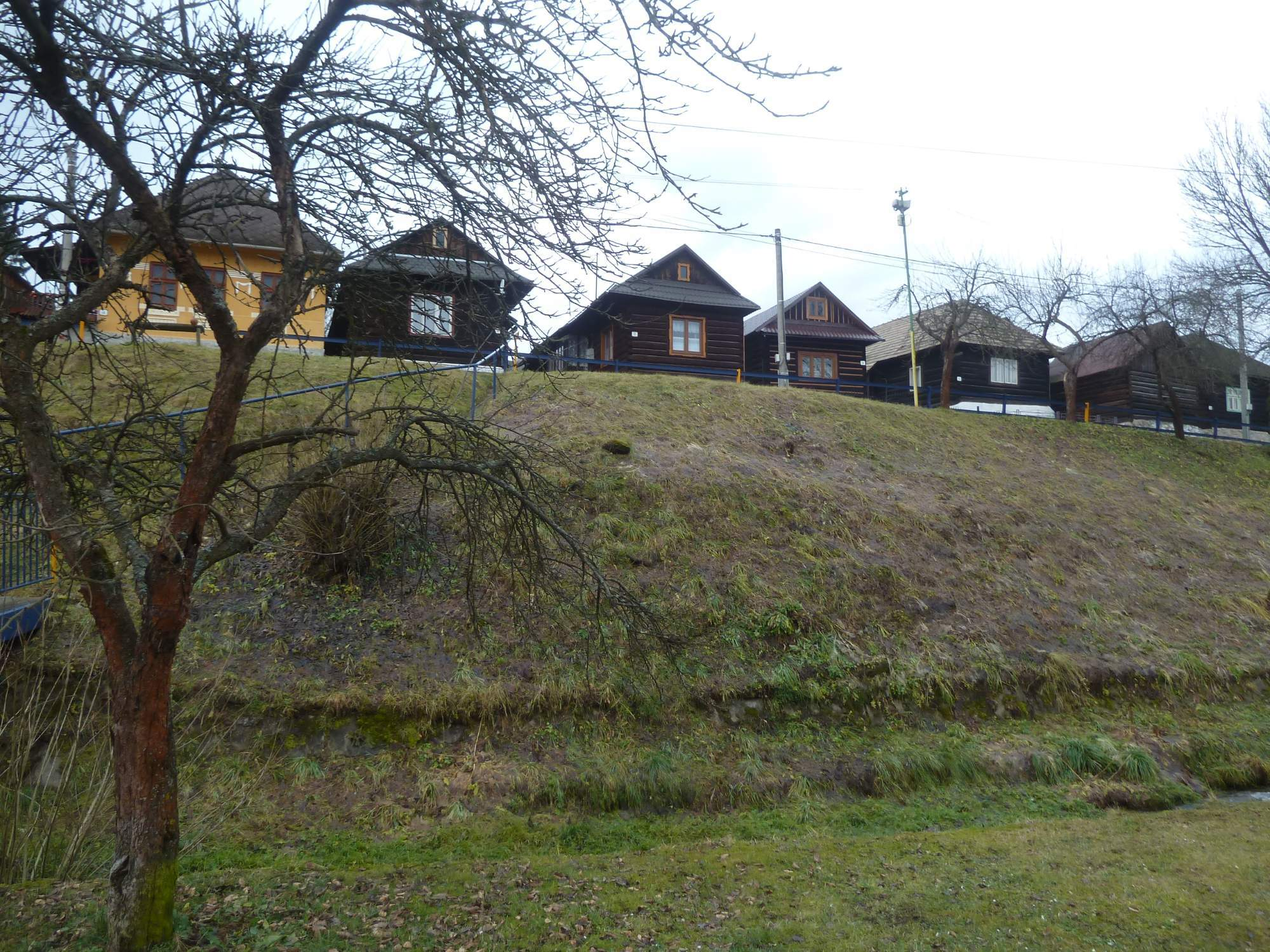
Ortsmitte von Starina

Die Gemeinde befindet sich im nördlichen Teil des Berglands Ľubovnianska vrchovina am Bach Starinský potok sowie am linken Ufer des Poprad, nur einen Kilometer südlich der Grenze zu Polen. Das Ortszentrum liegt auf einer Höhe von 466 m n.m. und ist 21 Straßenkilometer von Stará Ľubovňa entfernt.
Nachbargemeinden sind Muszyna (Ort Andrzejówka) im Norden, Legnava im Osten, Orlov im Südosten, Údol im Süden und Malý Lipník im Westen.

## Geschichte

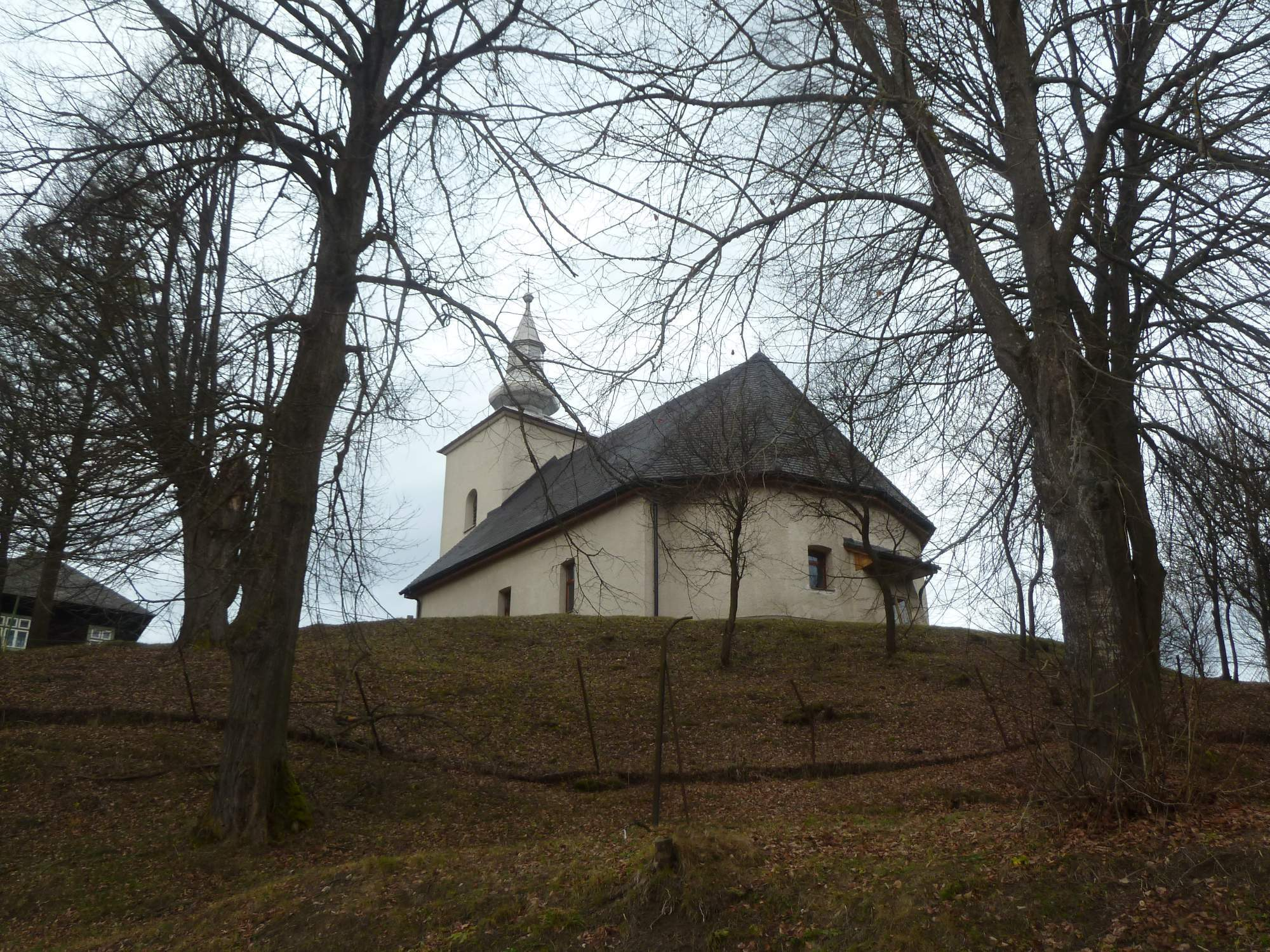
Griechisch-katholische Kirche

Starina wurde zum ersten Mal 1352 als Stara schriftlich erwähnt und war damals Teil des Herrschaftsgebiets der Burg Plaveč. 1427 war keine Steuer für den Ort fällig. Im 17. Jahrhundert besaßen die Familien Berzeviczy und Semsey große Teile des Ortes, im 19. Jahrhundert hingegen die Familie Salamon. 1787 hatte die Ortschaft 34 Häuser und 227 Einwohner, 1828 zählte man 53 Häuser und 394 Einwohner, die als Landwirte und Weber beschäftigt waren, des Weiteren besaß Starina im 19. Jahrhundert große Gärten.
Bis 1918 gehörte der im Komitat Sáros liegende Ort zum Königreich Ungarn und kam danach zur Tschechoslowakei beziehungsweise heute Slowakei. In der Zeit der ersten tschechoslowakischen Republik gab es starke Auswanderungswellen, später arbeitete ein Teil der verbliebenen Bevölkerung in Industriebetrieb in Stará Ľubovňa, Košice, aber auch im tschechischen Landesteil der Tschechoslowakei.

## Bevölkerung
| Jahr                | 1994 | 2004     | 2014     | 2024     |
| ------------------- | ---- | -------- | -------- | -------- |
| Anzahl der Personen | 104  | 70       | 43       | 51       |
| Unterschied         |      | −32,69 % | −38,57 % | +18,60 % |

| Jahr                | 2023 | 2024 |
| ------------------- | ---- | ---- |
| Anzahl der Personen | 51   | 51   |
| Unterschied         |      | +0 % |

Gemäß der Volkszählung 2011 wohnten in Starina 47 Einwohner, davon 33 Slowaken und 13 Russinen. Ein Einwohner machte keine Angabe zur Ethnie.
37 Einwohner bekannten sich zur griechisch-katholischen Kirche sowie jeweils fünf Einwohner zur römisch-katholischen Kirche und zur Evangelischen Kirche A. B.

## Bauwerke und Denkmäler
- griechisch-katholische Kirche aus dem Anfang des 19. Jahrhunderts